# Gramađe
Gramađe (cyr. Грамађе) – wieś w Serbii, w okręgu pczyńskim, w gminie Vladičin Han. W 2011 roku liczyła 212 mieszkańców.